# تایلر فیث
تایلر فیث (انگلیسی: Tyler Faith؛ زاده ۳ آوریل ۱۹۷۵) بازیگر پورنوگرافی اهل ایالات متحده آمریکا است. او در فیلم‌هایش با هر دو جنس بازی می‌کند و یک دوجنسگرا است.
تایلر فایت کار پورنوگرافی را از سال ۲۰۰۲ به بعد و برای به دست آوردن لذت جنسی شروع کرد. بعد از آن نیز یک قرارداد کاری با جیل کلی امضا کرد و بیش از ۱۰۰ فیلم را تحت این قرارداد بازی کرد. فاین صاحب تیم محصولات تایلر است.
در سال ۲۰۰۴ یک دانش آموز به او این فرصت را داد تا برای شرکت در نمایش هاوارد استرن، به یک سالن رقص برود. البته مقامات به او اجازهٔ این کار را ندادند؛ زیرا شرکت دادن یک بازیگر هرزه نگاری در مسابقه، خلاف مقررات سالن رقص است.
فایت یکی از میزبان‌های نمایش k sex بود. او همچنین برای جایزهٔ Nightmoves Entertainment
نام‌نویسی کرد.
فایت اولین بار با شخصی به نام وینی پازمانیا نامزد شد. اولین ملاقات آنها در سال ۱۹۹۶ و زمانی که تایلر در باشگاه استریپ می‌رقصید بود.